# Кордилина южная
Кордилина ю́жная (лат. Cordyline australis)  (англ. cabbage tree «капустное дерево», на языке маори  tī или tī kōuka)— древесное растение,  вид рода Кордилина (Cordyline) семейства Спаржевые (Asparagaceae) (ранее род иногда включали в семейство Лаксманниевые (Laxmanniaceae)). Эндемик Новой Зеландии.

## Биологическое описание
Дерево до 15 м высотой с сильно утолщённым в основании стволом и плотной кроной из листьев, собранных пучком на верхушке. Листья сидячие, мечевидные, зелёные, 40—90 см длиной и 3—7 см шириной, с многочисленными параллельными прожилками. Есть разновидности с красными или жёлтыми полосами вдоль листа.
Цветки сливочно-белые, душистые, диаметром около 1 см, с шестью лепестками, собранные в крупные, густые метельчатые соцветия 50-100 см длиной. Плод — белая ягода 5-7 мм в диаметре.
Своим видом кордилина южная напоминает пальму, поэтому её иногда неверно называют «корнуэльская пальма», «пальма Торбея» или «пальма острова Мэн». Джеймс Кук назвал её «капустным деревом».

## Распространение
Эндемик Новой Зеландии. Растёт на скалистых открытых склонах и сырых равнинах; в северном полушарии чаще всего встречается на относительно высокогорных участках с морским климатом: в России кордилину южную можно встретить на черноморском побережье, в США — на северо-западном побережье, в Канаде — на западном берегу.

## Использование человеком
Кордилина южная ценится как источник волокна. Ствол и корни служат сырьём для плетения верёвок, листья используются для производства ткани, из них также делают щётки, циновки, плетёные изделия. Молодые листья идут в пищу. Сок растения обладает противоинфекционными свойствами.
Кордилина южная (англ. cabbage tree «капустное дерево») отличается высоким содержанием углеводов и, после варки, становится пригодной в пищу. На протяжении восьми веков она была важным источником питания для маори. Археологические раскопки показали, что кордилина использовалась в пищу главным образом на полуострове Отаго. Найденные там ямы до 7 м шириной, представляют собой остатки umu-tī — печей для кордилины. После запекания, связки молодых деревьев в течение двух дней высушивались на солнце. В таком виде они могли храниться несколько лет.

## Кордилина в декоративной и комнатной культуре
Поскольку кордилина южная хорошо переносит холодную погоду, она широко распространена как декоративное дерево в Европе и на северо-западном побережье США.
В комнатной культуре с 1860-х годов. Один из самых неприхотливых видов кордилин. Достигает высоты 1-3 м, практически не цветёт.

## Кордилина на почтовых марках
В 1919-1920 году, во время британской оккупации Батума, оккупационная администрация выпустила собственные марки, на которых была изображена кордилина южная, произрастающая в окрестностях города.